# Maurice Duplessis

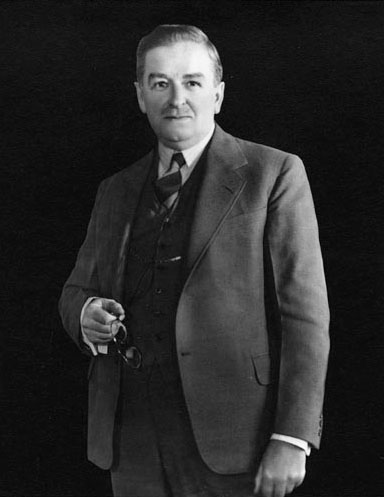
Maurice Duplessis (1947)

Maurice Le Noblet Duplessis (* 20. April 1890 in Trois-Rivières, Kanada; † 7. September 1959 in Schefferville) war Premierminister der Provinz Québec von 1936 bis 1939 und von 1944 bis 1959.

## Politische Biografie
1935 stellte sich Duplessis das erste Mal als Kandidat einer Allianz der Parteien Action libérale nationale und der konservativen Partei Parti Conservateur zur Wahl. Er verlor knapp gegen den liberalen Kandidaten Louis-Alexandre Taschereau. Duplessis verwandelte die Allianz in eine Partei, die Union nationale, die die Wahlen 1936 gewann. 1939 gewann Adélard Godbout die Wahlen gegen Duplessis. Dieser kam aber 1944 erneut an die Macht.

Die unter Duplessis entstandene Nationalflagge Quebecs

Er galt als extremer Autonomist, der sogar Subventionen des kanadischen Bundesstaates ablehnte. Dadurch fand er vor allem unter der Landbevölkerung viele Anhänger. Er unterstützte während seiner Amtszeit private Firmen, die vor allem aus den USA kamen. Als in den 1940er Jahren die Gewerkschaften in Québec immer mehr an Bedeutung gewannen (die Mitgliederzahl stieg von 180.000 auf 400.000), schlug sich Duplessis auf die Seite der Arbeitgeber. So initiierte er 1944 das Gesetz loi des relations ouvrières, das die Gewerkschaften in ihrem Handlungsspielraum einschränkte.

## Politische Haltung
In seiner politischen Überzeugung stellte sich Maurice Duplessis stets als Retter der „französisch-kanadischen Rasse“, der französischen Sprache und der Traditionen Québecs dar. Allgemein vertrat Duplessis die Ansicht, dass der Staat sich möglichst wenig in soziale und wirtschaftliche Fragen einmischen sollte und weigerte sich die Befugnisse der Provinz für Reformen zu nutzen. Er überließ die Wirtschaft den amerikanischen multinationalen Konzernen. Während der seinen Regierungsjahren folgenden Stillen Revolution wurden seine Regierungszeit als „große Dunkelheit“ und sein politischer Stil als „Duplessismus“ oder „Partitokratie“ bezeichnet, bis Historiker später ein ausgewogeneres Urteil fällten. Duplessis wurde auf Grund seiner starken, wenn auch kontroversen Führung der Provinz, als „le Chef“ bezeichnet.

## Waisen-Skandal
Während der Duplessis-Jahre wurden unehelich geborene Kinder oft von ihren ökonomisch schwachen Eltern in die Obhut der Waisenheime, die größtenteils von der Provinzregierung finanziert wurden, gegeben. Dort wurden sie Jahre lang als billige Arbeitskräfte benutzt, einige auch sexuell missbraucht. Viele von ihnen wurden für geisteskrank erklärt und in psychiatrische Anstalten abgeschoben. Man benutzte sie als Versuchskaninchen für Medikamente – manchmal mit tödlichem Ausgang. Diese schweren Vergehen sind Duplessis zumindest indirekt anzurechnen.

## Erfolge
Die Landbevölkerung profitierte von der von Duplessis vorangetriebenen elektrischen Erschließung des Landes, ein Großteil der frankophonen Arbeiter lebte allerdings unter dem Existenzminimum. Außerdem subventionierte Duplessis die Vereinigungen der Fischer der Gaspésie (Coopératives de pêcheurs en Gaspésie).
Während seiner Amtszeit erlangte die Römisch-katholische Kirche den Höhepunkt ihres Einflusses; in Duplessis' Politik spielten die katholischen Traditionen und die Kirche eine sehr wichtige Rolle. 1948 stellte Duplessis die neue Flagge Québecs vor, die Fleurdelisé.

## Nachwirkung
Die kanadische Regierung, vertreten durch den für das Historic Sites and Monuments Board of Canada zuständigen Minister, ehrte Duplessis am 15. November 1974 für sein politisches Wirken (obwohl nicht unumstritten) und erklärte ihn zu einer „Person von nationaler historischer Bedeutung“.